# Itatiba do Sul

Mapa que muestra la localización de la ciudad de Itatiba do Sul en Rio Grande do Sul

Itatiba do Sul es un municipio brasileño del estado de Rio Grande do Sul.
Su población estimada para el año 2003 era de 4.918 habitantes. Se encuentra a orillas del río Uruguay, que hace de frontera con el estado de Santa Catarina.
Ocupa una superficie de 212,1 km².
- Datos: Q1758338
- Multimedia: Itatiba do Sul / Q1758338